# 比西圣乔治
比西圣乔治（法語：Bussy-Saint-Georges，法語發音：[bysi sɛ̃ ʒɔʁʒ] ⓘ），法国中北部城市，法兰西岛大区塞纳-马恩省的一个市镇，隶属于托尔西区，其市镇面积为13.4平方公里，2022年1月1日时人口数量为26,334人，在法国城市中排名第312位。
比西圣乔治位于塞纳-马恩省西北部，巴黎市区以东大约30公里，是马恩拉瓦莱新城的组成部分，历史上长期为一处普通农业村落，20世纪70年代后得到城市化发展，人口数量快速上升。法兰西岛大区快铁A线经过比西圣乔治市中心并设有同名车站。

## 地名来源
“比西圣乔治”一名最初于公元841年以的形式被记载，其中“比西”一名意为“灌木林”，可能与当地的自然景观有关；“圣乔治”则是一名天主教宗教人物。

## 历史
比西圣乔治历史上长期为一处普通村落，法国大革命后成为塞纳-马恩省的一个市镇。直到20世纪60年代，比西圣乔治尚为一个人口不足一千的农业村落。随着马恩拉瓦莱新城的成立，比西圣乔治成为该新城内的一部分，当地人口数量迅速增加，至2010年突破两万，其市镇范围内的北部实现了全面的城市化。

## 地理

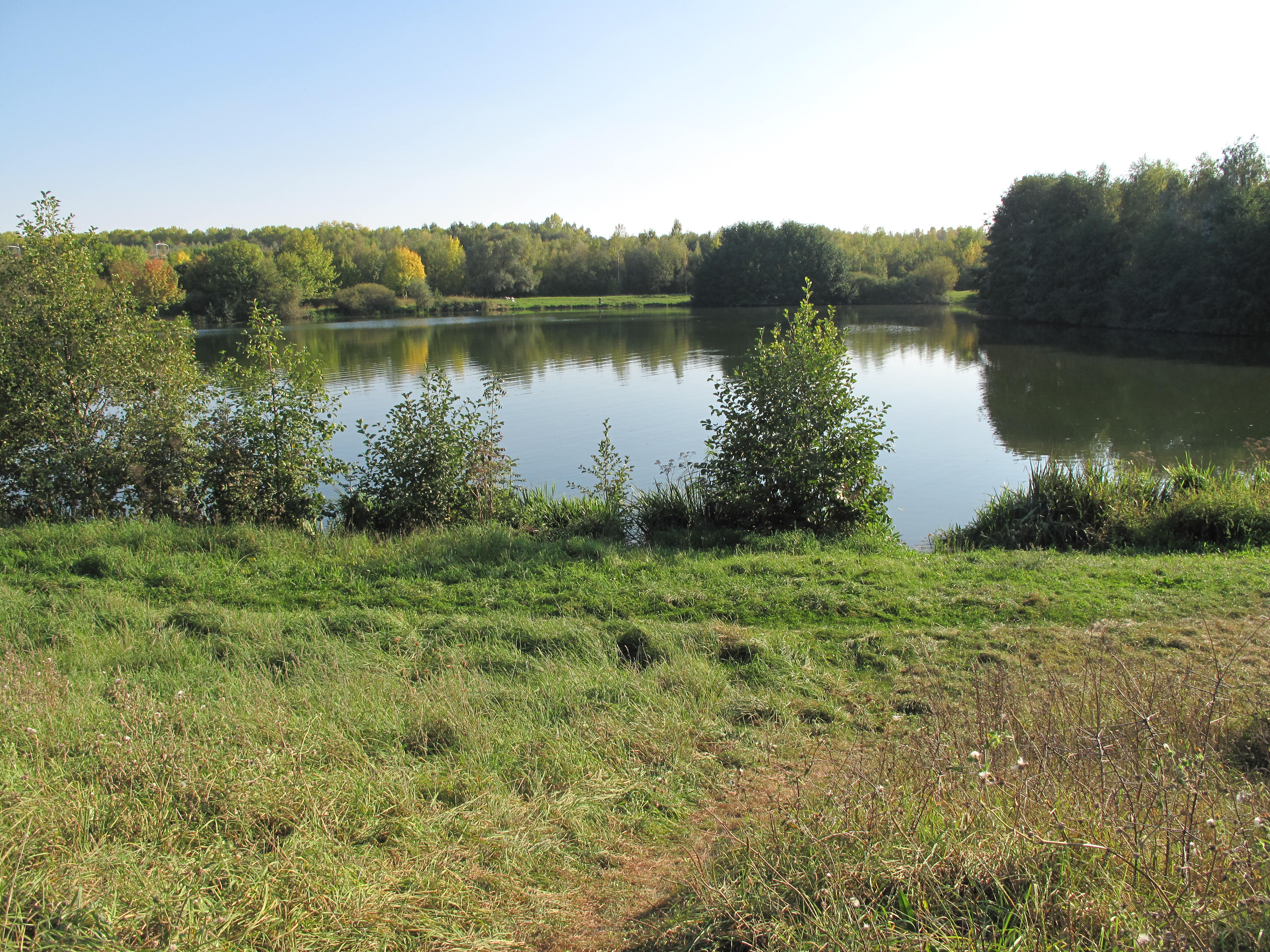
布罗斯公园

比西圣乔治位于法国中北部，法兰西岛大区中东部和塞纳-马恩省西北部，距离省会默伦大约37公里。与比西圣乔治接壤的市镇包括：盖尔芒特、蓬卡雷、比西圣马丹、布里地区尚特卢、科莱然、贡杜瓦尔河畔孔什、法维耶尔、布里地区费里耶尔、若西尼。

### 地形
比西圣乔治位于巴黎盆地腹地，境内以浅丘为主，市区地势平坦，全境海拔在63到130米之间。

### 水文
布罗斯溪（Ruisseau de la Brosse）自南向北流经境内西北，该河是马恩河的支流，属于塞纳河流域。

### 植被
比西圣乔治属于温带落叶林区，市区内的主要绿地公园包括勒热尼托瓦公园（Parc du Génitoy）和布罗斯公园（Parc de la Brosse），市区南部则有大片的天然森林。

### 气候
比西圣乔治在柯本气候分类法中属于温带海洋性气候。

## 行政区划
比西圣乔治是法国法兰西岛大区塞纳-马恩省的一个市镇，编号为77058。比西圣乔治隶属于托尔西区、塞纳-马恩省第八选区和托尔西县，同时也是马恩和贡杜瓦尔城市圈公共社区的组成部分。
比西圣乔治市镇被划为5个街区，并实行街区自治制度。
法国国家统计与经济研究所（简称）在进行数据统计时，将包括比西圣乔治在内的1,794个市镇设为巴黎城市区。同时，还将比西圣乔治市镇分为了5个“块区”（IRIS），以便于统计人口分布情况。

## 交通

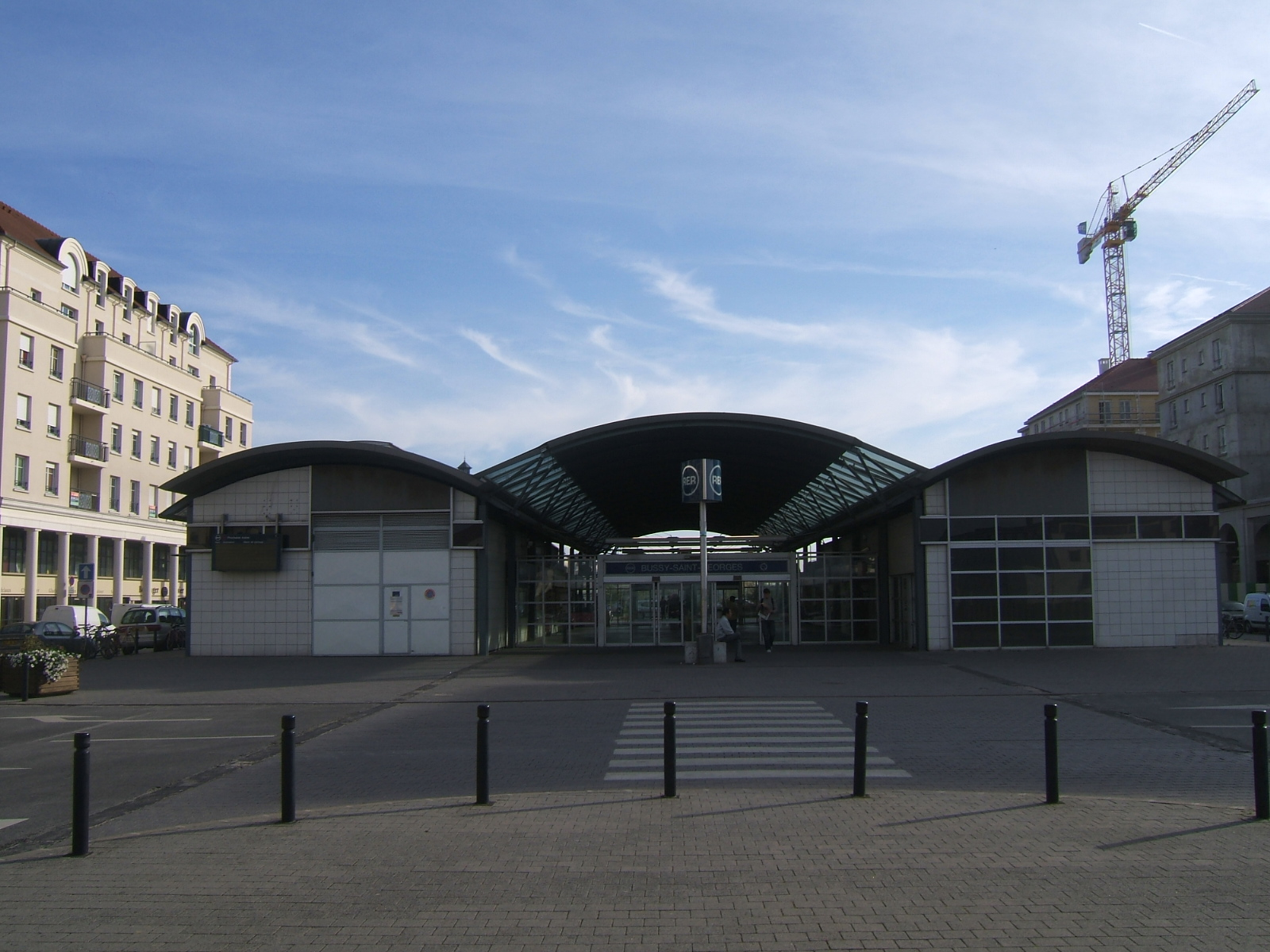
比西圣乔治站

### 公路
A4高速公路经过比西圣乔治境内，通过12号出入口与市区连接。此外多条塞纳-马恩省省道在比西圣乔治境内交汇。
2017年，77%的比西圣乔治家庭拥有至少一辆的私人汽车。2018年，比西圣乔治境内共发生各类交通事故23起，造成36人受伤。

### 对外交通
距离比西圣乔治最近的民用航空站和长途铁路客运车站分别为巴黎戴高乐机场和马恩拉瓦莱-谢西站，距离比西圣乔治市中心的公路里程分别约33千米和11千米。

### 铁路
法兰西岛大区快铁A线经过境内并设有比西圣乔治站，由此前往巴黎-里昂火车站的旅行时间为31分钟。
马恩拉瓦莱城市公共交通下属的22路、26路和44路经过比西圣乔治境内。

## 政治

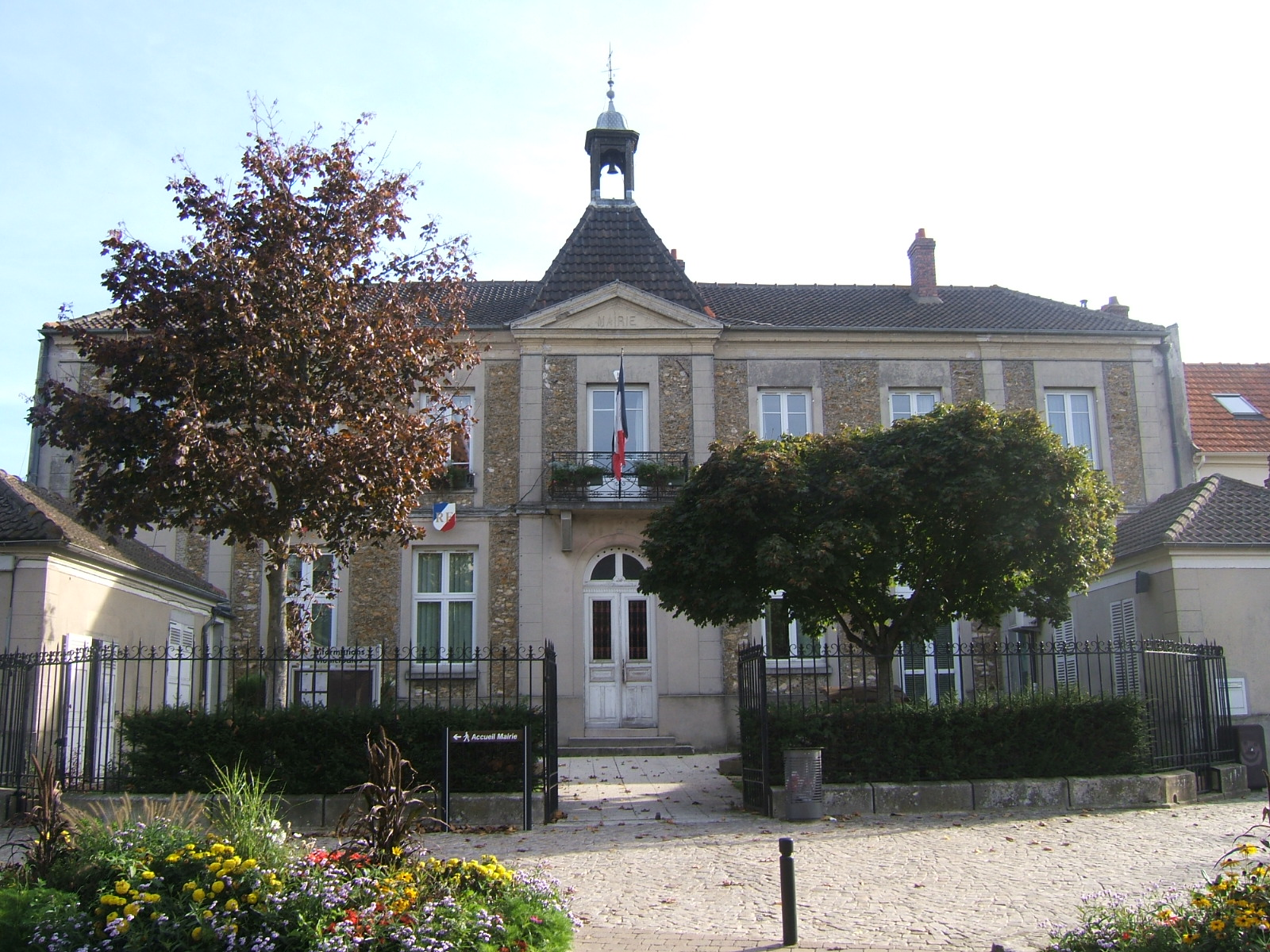
比西圣乔治市政厅

比西圣乔治的现任市长为雅恩·迪博斯克先生（Yann Dubosc），他是共和党的一名成员，在2020年的市政选举中获得了47.99%的支持率。
在2017年的法国总统大选中，法国第25任总统埃马纽埃尔·马克龙在比西圣乔治获得了81.28%的支持率。

## 人口
2017年，比西圣乔治市镇人口数量为27,379，在法国排名第312位。其中男性13,235人，女性14,144人，75岁及以上人口占2.2%，外籍人口数量为6,853人，人口密度为2,045人/平方公里，当地居民被称为（男性）和（女性）。2018年，比西圣乔治境内出生410人，死亡人口81人。
| 年份   | 1936 | 1946 | 1954 | 1962 | 1968 | 1975 | 1982 | 1990  | 1999  | 2005   | 2006   | 2011   | 2016   |
| ------ | ---- | ---- | ---- | ---- | ---- | ---- | ---- | ----- | ----- | ------ | ------ | ------ | ------ |
| 人口數 | 570  | 442  | 510  | 453  | 462  | 441  | 456  | 1,545 | 9,194 | 16,980 | 18,772 | 25,135 | 26,806 |

## 经济
比西圣乔治是一个区域性的中心城市，当地共有各类用人单位3,347家，平均历史为10年，其中97.06%为中小型企业（PME）。Tech Data（信息技术）、（机械修理）及（（五金）是当地2019年营业额最高的三个企业，分别为2,924,121,379欧元、374,179,186欧元和158,590,311欧元。

## 财政收入
2019年，比西圣乔治的财政收入总额为46,552,500欧元，财政支出总额为40,640,000欧元，当年的债务总额为42,918,500欧元。
2015年，比西圣乔治的人均月收入总额为3,086欧元，其中高级职员为4,588欧元，中级职员为2,746欧元，普通职员为2,130欧元。
2017年，比西圣乔治境内的青壮年（15至64岁）失业率为10.8%，当地63.4%的家庭拥有纳税资格。

## 社会事务

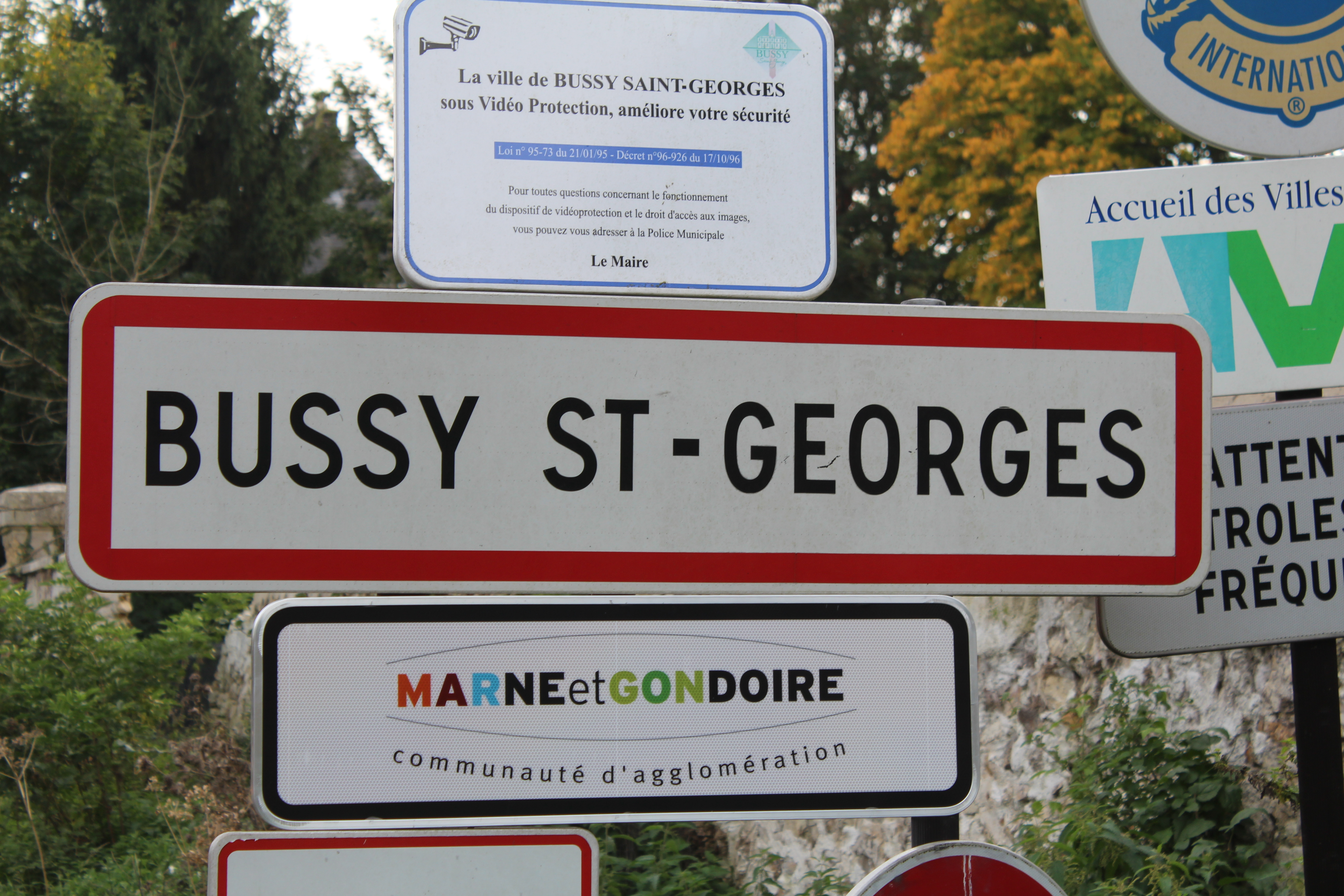
比西圣乔治入城路牌

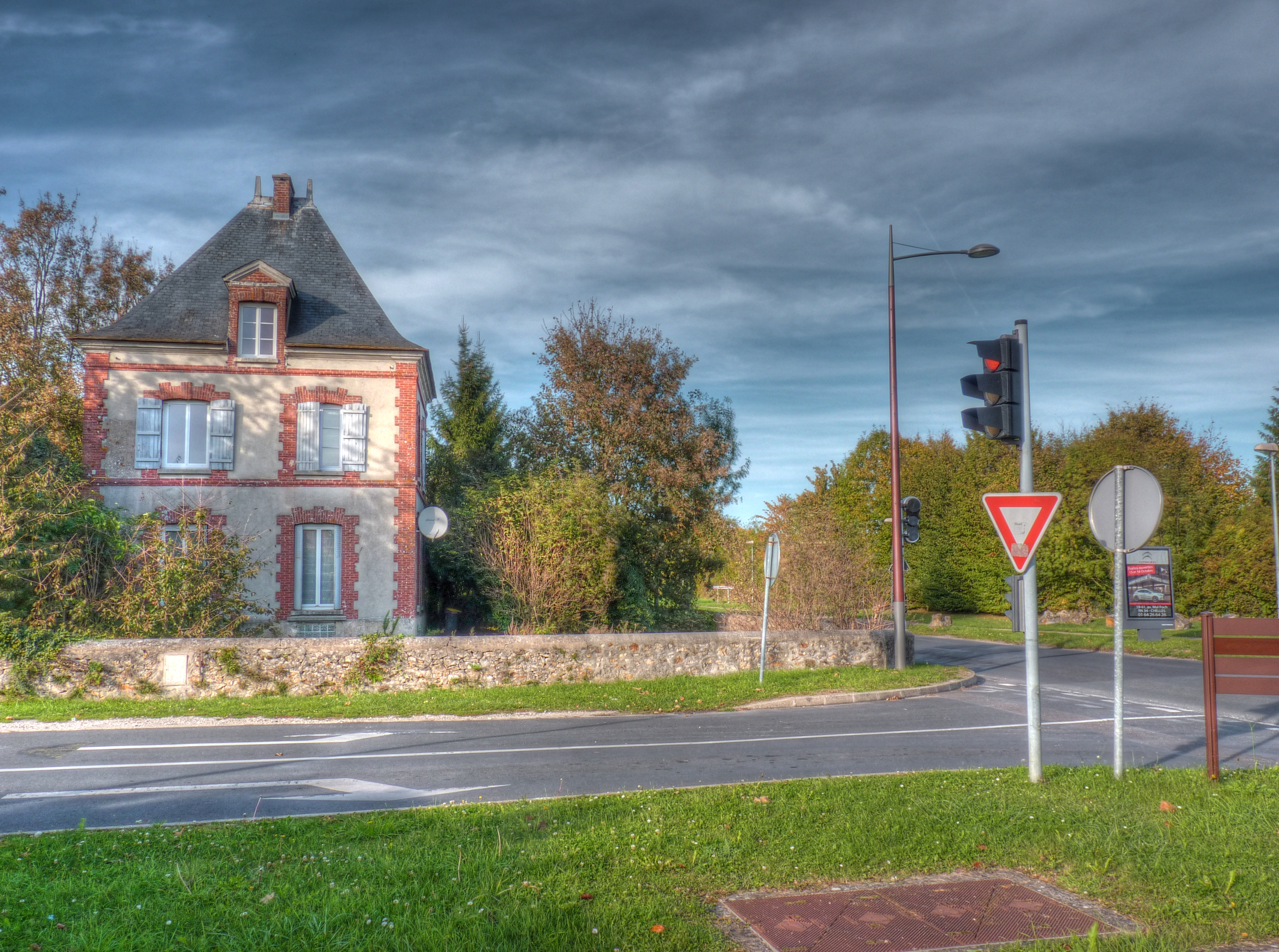
比西圣乔治的一处路口

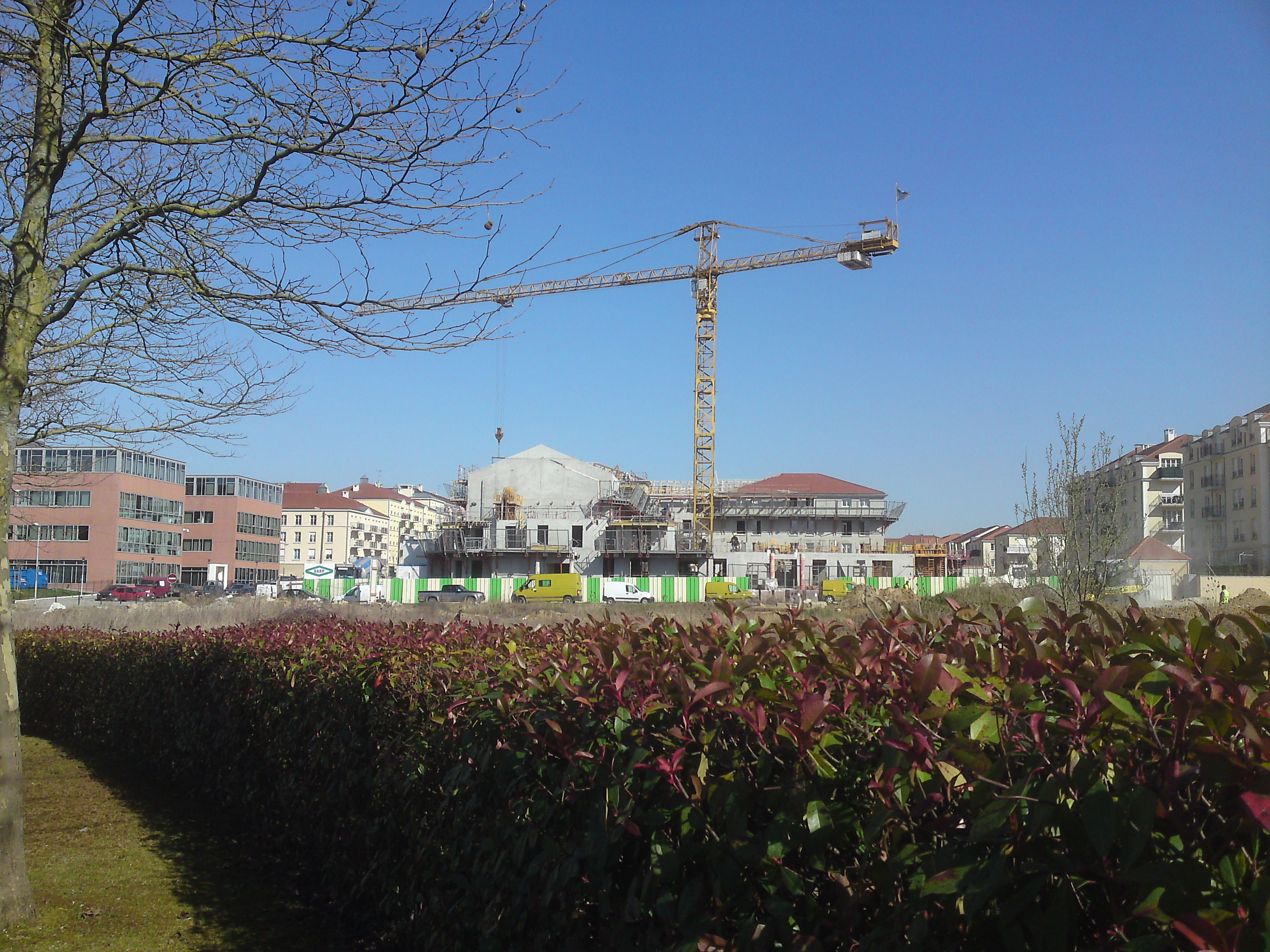
比西圣乔治的一处建筑工地

### 教育
比西圣乔治属于克雷泰伊学区。截止2019年1月1日，比西圣乔治境内共有9所幼儿园、9所小学、4所初级中学和2所普通高中。2018至2019学年度，比西圣乔治境内共有在校中等教育阶段学生3,754名。

### 医疗
截止2019年1月1日，比西圣乔治境内共有全科医生19名、保健师19名、牙医14名、护士9名、眼科医生3名、助产士4名、儿科医生3名和妇科医生3名。境内共有药房7家、养老院1家、残疾人帮扶中心2家。
东法兰西岛大区大医院（Grand Hôpital de l'Est Francilien）是法国的一个区域性医疗机构，其下属的马恩拉瓦莱病区位于若西尼境内，距离比西圣乔治市区约6公里，设有床位666个，是当地规模最大的公立综合性医院。

### 住房
2017年，比西圣乔治境内共有各类住房11,187套，其中30.9%为独立式居民区，68.2%为集中式居民区。常住房屋占比西圣乔治市镇范围内居民建筑总量的95.2%。

### 商业
2019年，比西圣乔治境内共有各类实体商铺359家，其中餐厅55家、大型超市2家、杂货店5家、面包房10家、肉铺2家、书店4家、装饰品店1家、银行门店14家、美容美发店19家、汽车维修店12家。快铁站附近建有商业街区。

### 体育
2019年，比西圣乔治境内共有3间体育馆、2座综合体育场、9处网球场、2处足球或橄榄球场、4处篮球或排球场以及1处高尔夫球场。
截至2021年1月，比西圣乔治境内共有两家注册足球俱乐部。

### 环境
比西圣乔治的环境事务由其所属的公共社区负责。2019年，比西圣乔治境内暂无污染企业。

### 治安
2014年，比西圣乔治及附近地区共发生各类案件4,734起，其中盗窃类案件2,805起，经济类案件493起，毒品交易类案件446起。

## 文化
2019年，比西圣乔治境内有1家音乐厅。比西圣乔治市政府提供多媒体中心，向公众全年开放。

### 建筑
比西圣乔治境内有多处法国国家文物保护单位，其中比西圣乔治圣乔治教堂（Église Saint-Georges de Bussy-Saint-Georges）、河谷圣母教堂（等为当地的代表性建筑物。

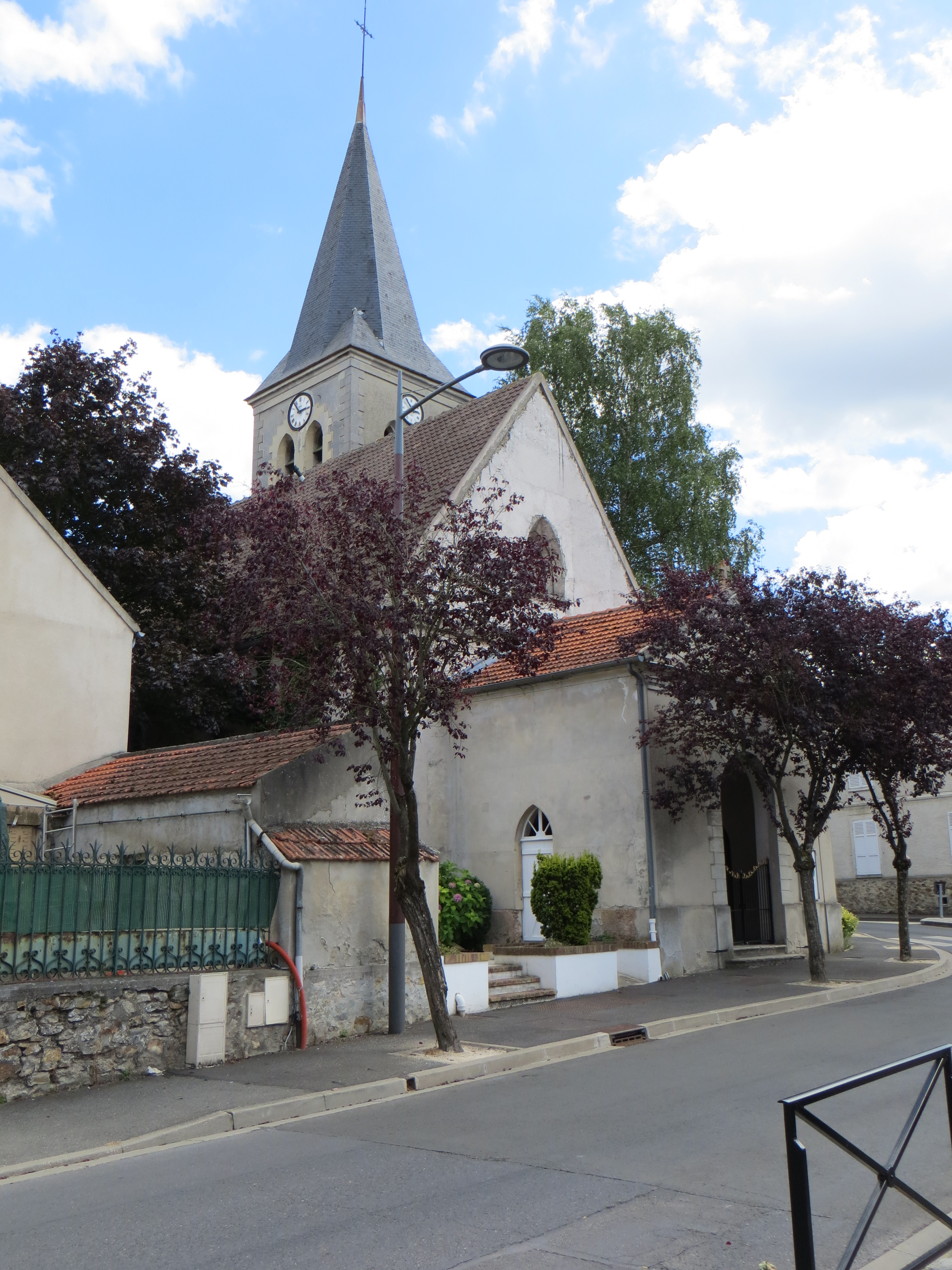
圣乔治教堂
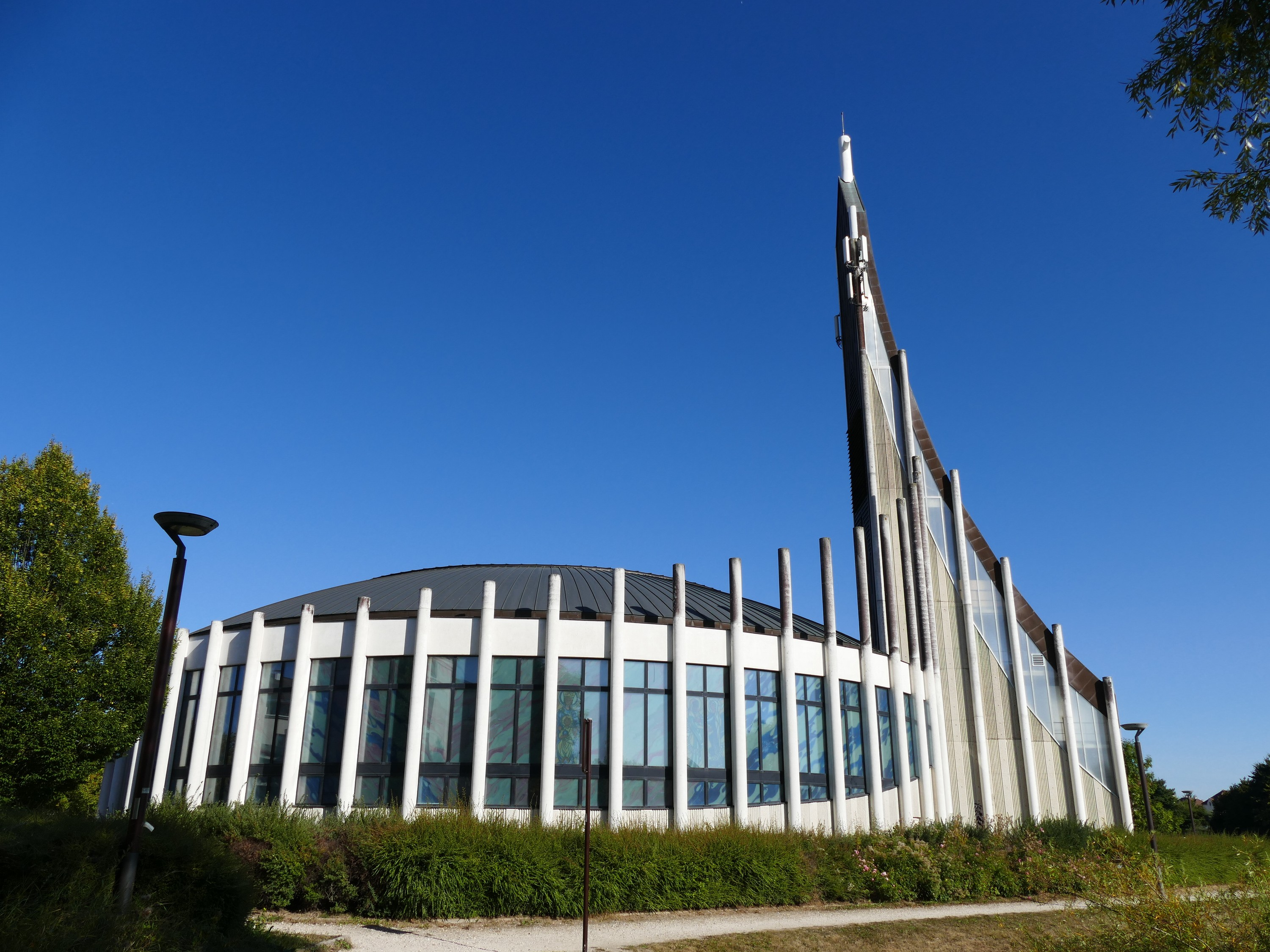
河谷圣母教堂
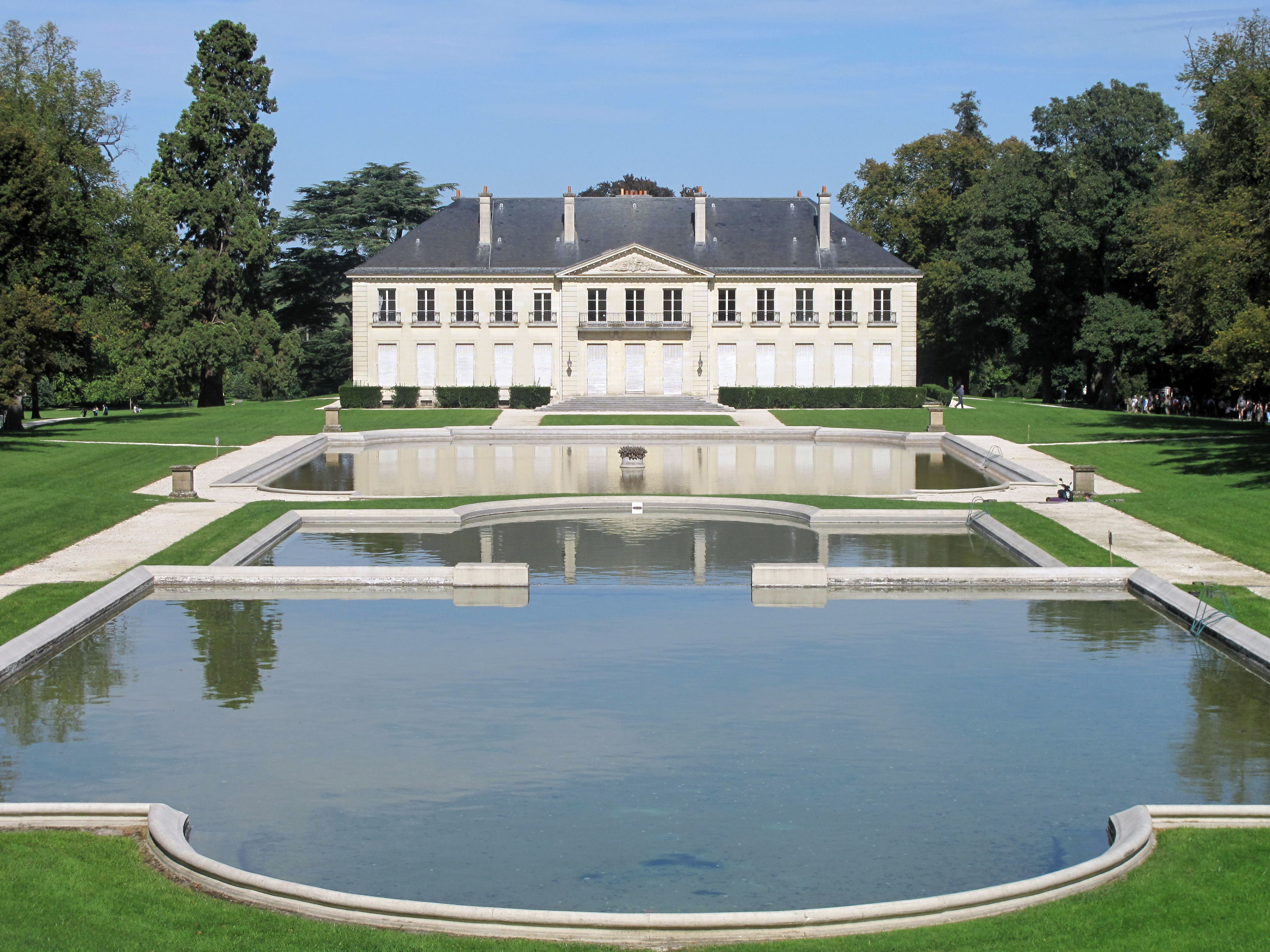
朗蒂伊城堡
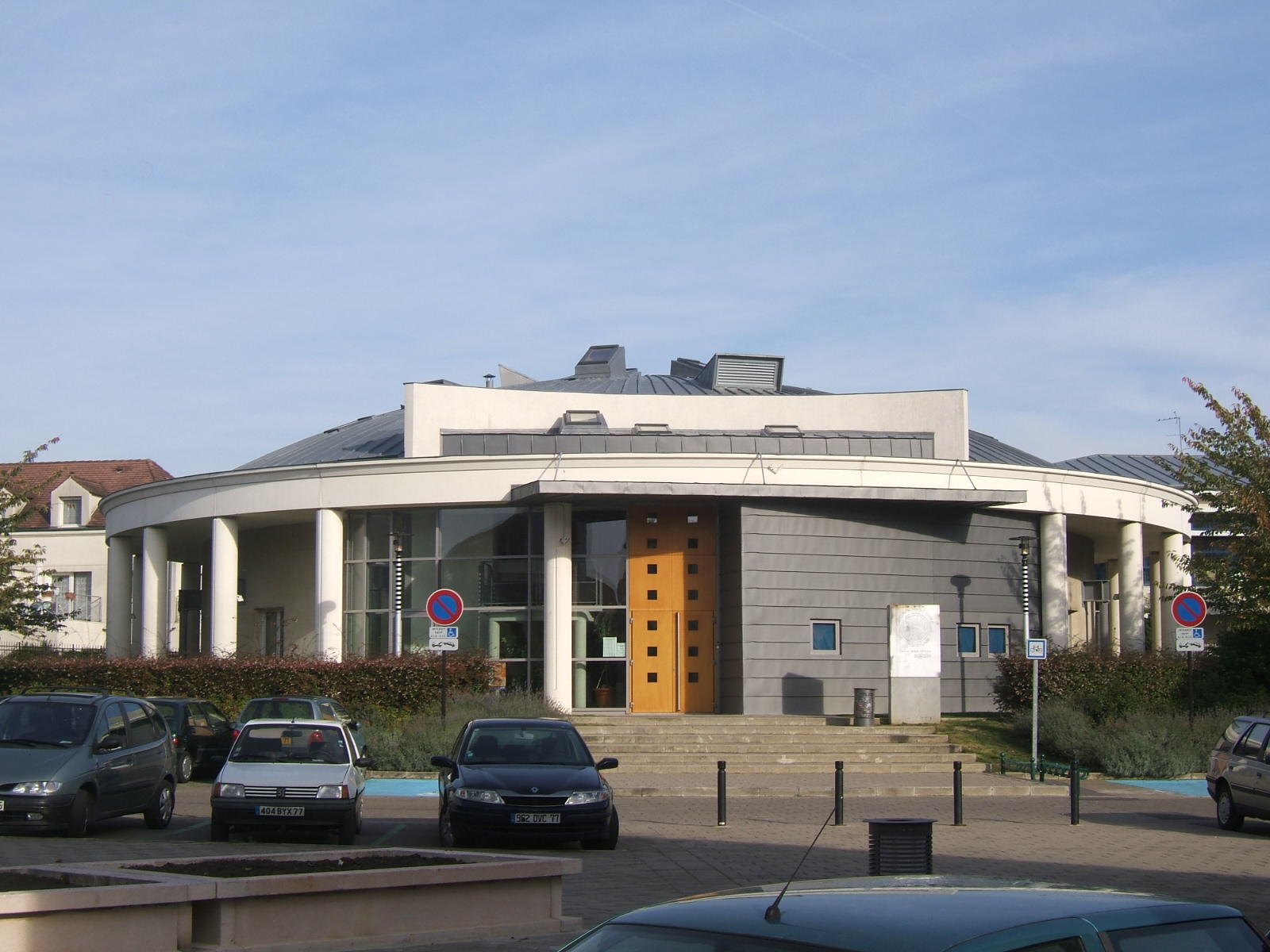
音乐厅
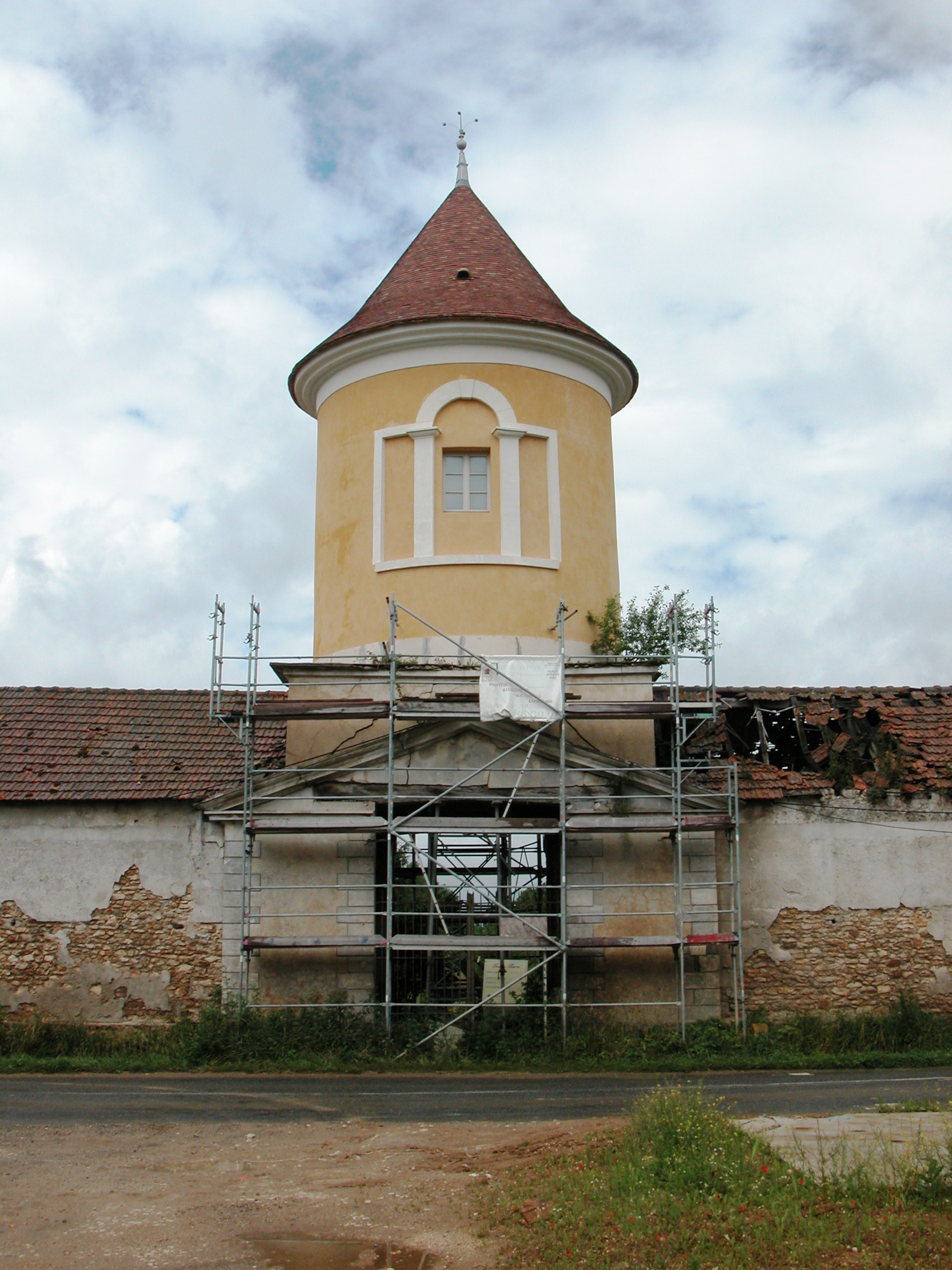
热尼图瓦塔

### 旅游
比西圣乔治的旅游事务由其所属的公共社区负责。2020年，比西圣乔治境内共有4家宾馆共计434间房间。

### 媒体
法国主要的媒体均可在比西圣乔治接收，法国电视三台下属的法兰西岛大区频道在部分时段播出比西圣乔治所属区域的地方新闻。

## 友好城市
截至2021年1月，比西圣乔治共与四座城市互为友好城市关系：
- 德国 迈宁根
- 義大利 圣朱利亚诺米拉内塞
- 英格兰 Radcliffe-on-Trent（英语：Radcliffe-on-Trent）
- 以色列 Kiryat Ekron（英语：Kiryat Ekron）